# Литовская литература
Лито́вская литерату́ра — литература на литовском языке.

## История

### Религиозная литература (XVI век)

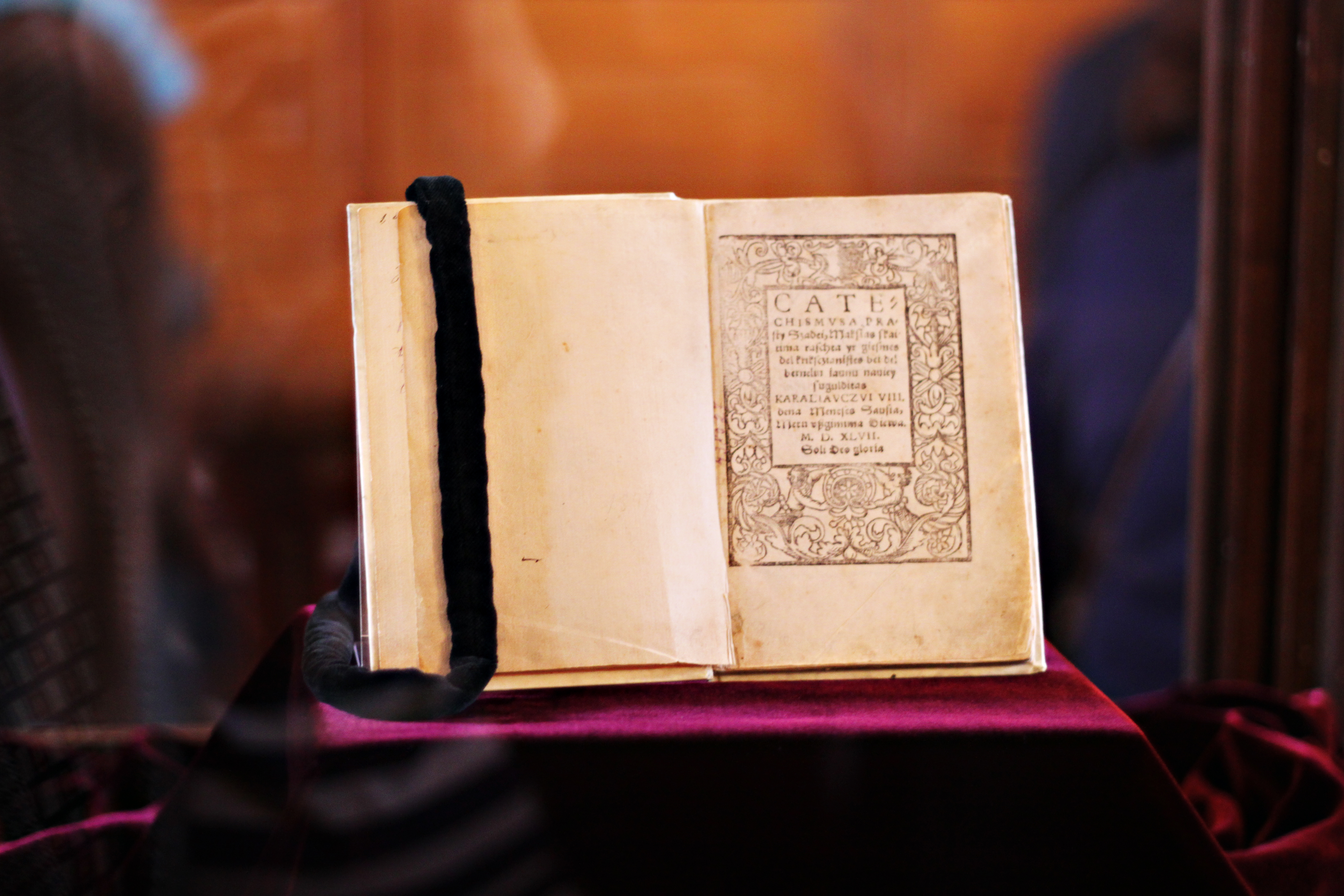
Катехизис Мажвидаса

Письменность на литовском языке началась с книг религиозного содержания. Первая литовская книга — «Катехизис» (1547) Мартинаса Мажвидаса (ок. 1510—1563), пастора в Рагните (ныне Неман в Калининградской области). Изданная в Кёнигсберге книга содержала, помимо катехизиса, стихотворное предисловие на литовском языке, одиннадцать церковных песнопений с нотами и первый литовский букварь. Мажвидас издал переводы духовных песен и молитв. Подготовленный Мажвидасом первый литовский сборник церковных песен «Песни христианские» (I ч. — 1566, II ч. — 1570) издал после его смерти Балтрамеюс Вилентас, кёнигсбергский пастор. Сборник содержал 130 духовных песнопений и псалмов, переведённых с польского, латинского и немецкого языков. Первый полный литовский перевод Библии выполнил между 1579 и 1590 Йонас Бреткунас (1536—1602).
В ответ на протестантские книги на литовском языке появились католические. Иезуит Микалоюс Даукша (ок. 1527—1613) перевёл с польского языка «Катехизис» испанского иезуита Якова Ледесмы и издал в Вильне в 1595. В 1599 в Вильне вышел сборник проповедей «Постилла» ректора виленской иезуитской коллегии Якуба Вуека (1541—1597), переведённый М. Даукшой с польского. Кальвинисты издали «Постиллу литовскую» (Вильна, 1600) — перевод с польского «Постиллы» Миколая Рея.
Важную роль в становлении литовской письменности играли Константинас Сирвидас (Ширвидас; ок. 1579—1631), Даниелюс Клейнас (1609—1666) и другие священники соревнующихся конфессий.

### Светская литература (XVIII век)
Литовская художественная литература начинается с Кристионаса Донелайтиса (1714—1780) и его поэмы «Времена года» (издана 1818).

### XIX век
Один из самых ярких литовских лириков Йонас Мачюлис-Майронис (1862—1932) в 1895 издал этапную для литовской литературы и общественных умонастроений книгу стихов «Весенние голоса», поэмы «Сквозь муки к чести» (1895), «Молодая Литва», «Магда из Расейняй» (1909).

### XX век

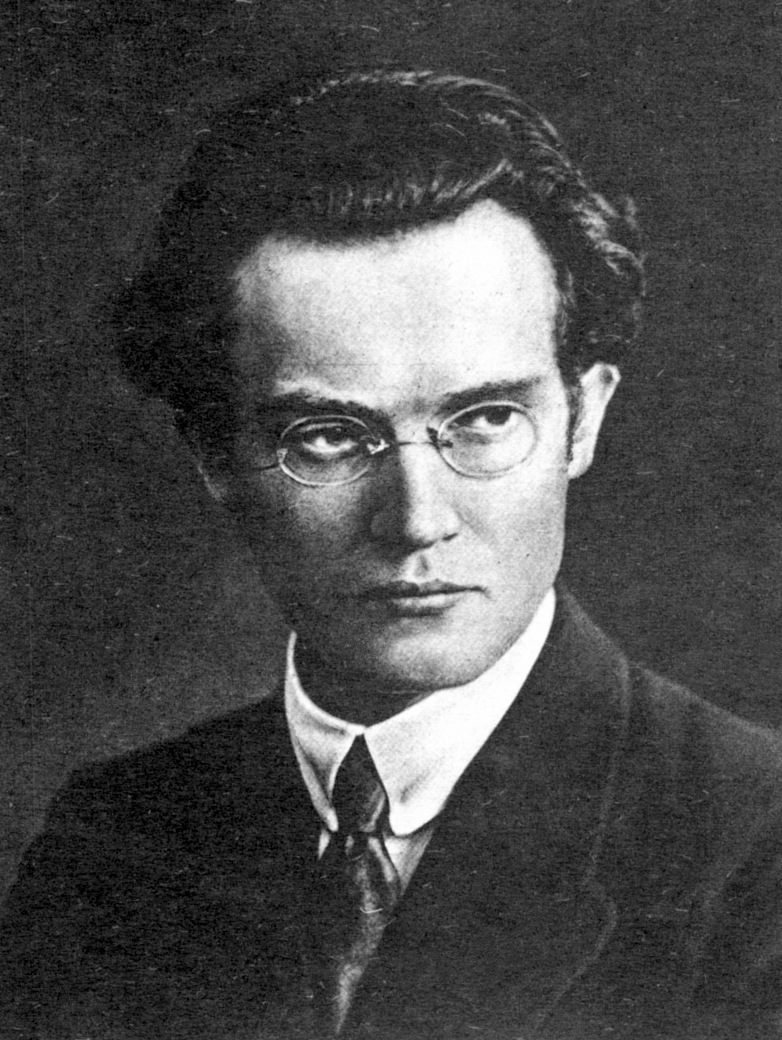
Винцас Миколайтис-Путинас

Среди наиболее заметных фигур начала XX века — прозаики Юозас Тумас-Вайжгантас (1869—1933), Йонас Билюнас (1879—1907), Юлия Жемайте (1845—1921), поэт Людас Гира (1884—1946).
Накануне Первой мировой войны в литовскую литературу с запозданием пришел символизм. Один из его зачинателей — Мотеюс Густайтис (1870—1927). Символистскую поэзию представляют Миколас Вайткус (1883—1973), Фаустас Кирша (1891—1964), Балис Сруога (1896—1947), Винцас Миколайтис-Путинас (1893—1967), Стасис Сантварас (1902—1991). Особое место занимает Юргис Балтрушайтис (1873—1944), который писал стихи на русском языке (сборники стихов «Земные ступени», 1911, и «Горная тропа», 1912). Первые его стихи на литовском языке были опубликованы лишь в 1926. Однако его русскоязычная поэзия становилась фактором развития литовской литературы в переводах (первый перевод 1907) и влияниях на литовских поэтов В. Миколайтиса-Путинаса, Б. Сруогу и др. в начале века.
В 1920-е гг. в литовской литературе сформировались авангардистские течения футуристической и экспрессионистской ориентаций. Их представляют «литовский Маяковский» Юозас Тислява (1902—1961) и группировка «Четыре ветра» во главе с Казисом Бинкисом (1893—1942). К группе «четырёхветровцев» относятся Юозас Жлабис-Жянге (1899—1992), Салис Шемерис (1898—1981), Пятрас Тарулис (1896—1980).
К 1930 сложилась другая авангардистская группа «третьефронтовцев», противопоставившая себя литовским символистам и «четырёхветровцам». Третьефронтовцы пропагандировали активизм (понимаемый как активное участие художника в общественной жизни) и новый творческий метод неореализм (понимаемый как синтез реализма, экспрессионизма и футуризма), затем перешли к радикальной идеологизации, ориентации на марксистскую идеологию, к политической агитации. В группу третьефронтовцев входили Казис Борута (1905—1965), Антанас Венцлова (1906—1971), Костас Корсакас (1909—1986), Йонас Шимкус (1906—1965), Бронис Райла (1909—1997), Пятрас Цвирка (1909—1947). К третьефронтовцам примкнула талантливая и популярная поэтесса Саломея Нерис (1904—1945) и некоторые другие писатели.

### Советская эпоха
Литовская литература ещё во время Второй мировой войны раскололась на советскую литовскую литературу (Антанас Венцлова, Эдуардас Межелайтис, Юстинас Марцинкявичюс и другие) и литовскую литературу, оказавшуюся впоследствии за рубежом (или во «внутренней эмиграции»), главным образом в США. Литовская советская литература отличалась от литовской зарубежной литературы повышенной идеологизированностью и устаревшей стилистикой, особенно ярко в 1950-е—1960-е годы.
Часть писателей эвакуировалась и эмигрировала первоначально в Германию и Австрию с приближением советских войск к Литве в 1944. За рубежом оказались прозаик, поэт, критик, драматург, классик литовской литературы Винцас Креве-Мицкявичюс, поэты Пятрас Бабицкас (1903—1991) и Бернардас Бразджионис (1907—2002), также Бронис Райла (1909—1997) и многие другие.

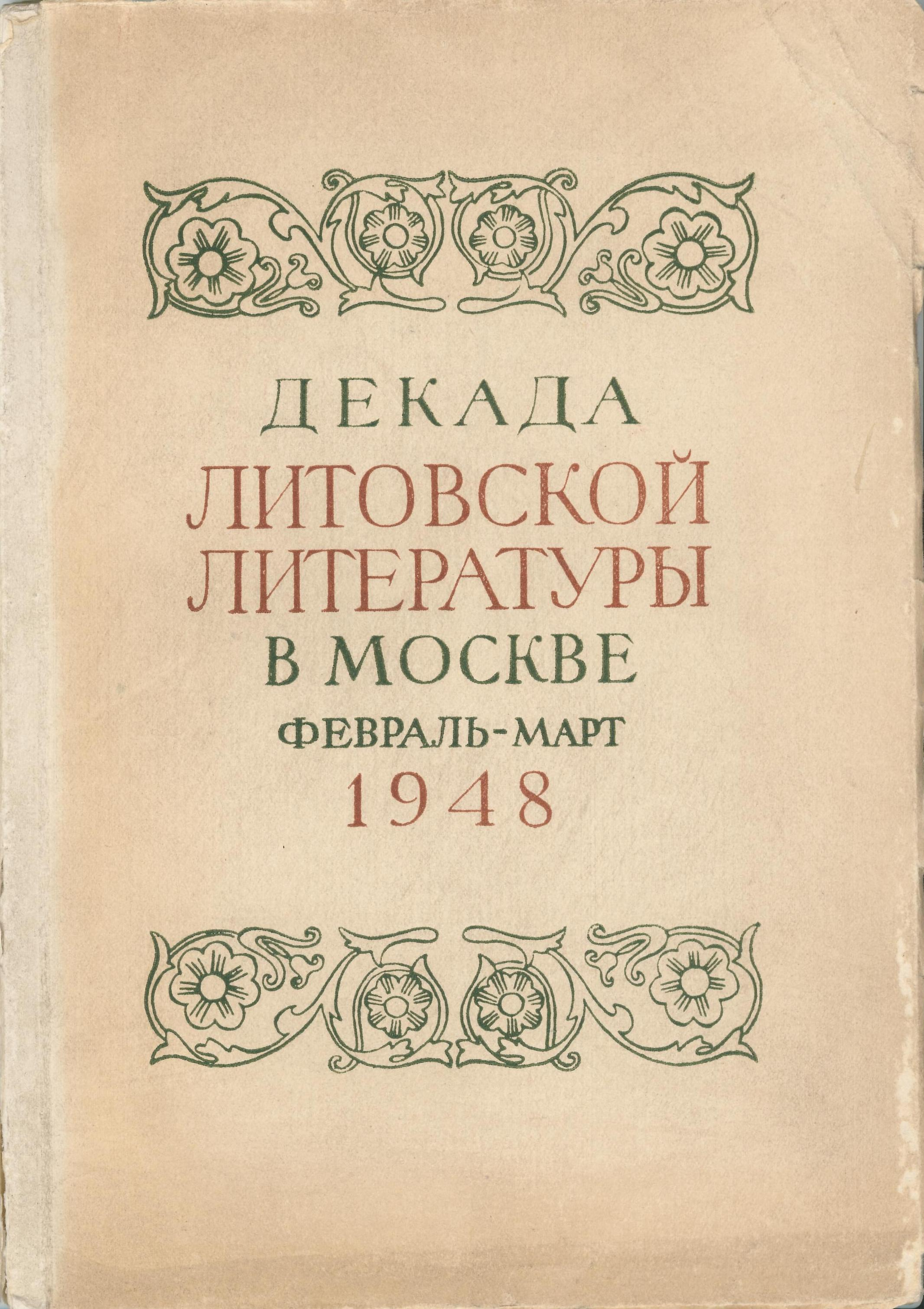
«Декада литовской литературы в Москве». 1948. Обложка

В буржуазное время в Литве книги печатались тиражами в 2—3 тысячи экземпляров, а сборники стихотворений издавались в количестве 500—800 экземпляров. Сейчас тиражи книг возросли до 10—15 тысяч экземпляров, а общее количество издаваемых в течение года книг намного превышает даже самые богатые, в смысле изданий книг, годы буржуазной Литвы.

Определяющую роль в литературной жизни, в издательской политике, в отборе материала для переводов играли политические и идеологические мотивы: Венцлова, Цвирка, Нерис, Корсакас ещё до войны были известны левыми прокоммунистическими взглядами, некоторые из них состояли агентами советских спецслужб. Писатели принимали активное участие в советизации Литвы: Корсакас был директором Литовского телеграфного агентства, Цвирка, Нерис, Венцлова, Гира входили в состав делегации Народного сейма, которая доставила в Москву декларацию о вступлении Литвы в состав СССР, поэт и журналист Палецкис был председателем Народного правительства, Венцлова и Александрас Гудайтис-Гузявичюс были наркомами. Во время войны Венцлова, Гира, Нерис, Ю. Балтушис, Корсакас, Э. Межелайтис и другие были эвакуированы вглубь СССР и принимали участие в советских пропагандистских кампаниях, целью которых была мобилизация советских народов на борьбу с немецко-фашистскими захватчиками и насаждение коммунистической идеологии.

### Современная литература
К наиболее популярным писателям молодого поколения относят Юргу Иванаускайте.

## Переводы литовской литературы на русский язык
Во время Второй мировой войны, начиная с 1940 года, в советской периодике на русском языке публиковалось большое количество переводов Л. Гиры, П. Цвирки, С. Нерис и других литовских поэтов и писателей. На русском языке выходили сборники «Живая Литва» (проза, 1942), «Вечная ненависть» (1943), «За Советскую Прибалтику» (проза, 1943), «Над синим Неманом» (1944), «Дорога в Литву» (1944), сборники поэзии Л. Гиры «Стихи» (1940) и «Слово борьбы» (1943), С. Нерис «Сквозь посвист пуль» (1943), А. Венцловы «Родное небо» (1944), К. Корсакаса «В разлуке» (1944).
Перевод Д. Бродского «Времён года» К. Донелайтиса в отрывках публиковался в переводах ещё во время войны, затем вышел отдельным изданием (Москва, 1946). На русском языке издавались сборники Антанаса Страздаса, поэма Антанаса Баранаускаса «Аникшчяйский бор», сборники произведений Лаздину Пеледы, сборник рассказов Йонас Билюнаса, сборники Майрониса, Юлюса Янониса, К. Вайраса-Рачкаускаса и многих других писателей.
В Москве и других городах СССР проходили декады, недели, дни литовской литературы и искусства. При Союзе писателей СССР действовала постоянная комиссия по литовской литературе, главной задачей которой была пропаганда её достижений. Институт мировой литературы в Москве в сотрудничестве с Институтом литовского языка и литературы в Вильнюсе подготовил «Очерк истории литовской советской литературы» (Москва, 1955). Статьи о литовской литературе и рецензии на произведения литовских писателей и поэтов писали П. Г. Антокольский, К. Федин, А. Макаров, П. Ф. Нилин, В. Огнев, Л. Озеров, Н. С. Тихонов, К. Зелинский и другие советские писатели и литературные критики. Произведения в русских переводах и статьи о литовской литературе печатались в советских периодических изданиях («Вопросы литературы»; «Дружба народов»; «Литва литературная» — первоначально ежегодный альманах, затем журнал, впоследствии переименованный в «Вильнюс»).
На русском языке были выпущены роман П. Цвирки «Земля кормилица» (1949, 1968), сборник «Рассказы» (1950), сборник избранной прозы (1954), собрание сочинений в трёх томах (1967). Тенденциозный роман «Правда кузнеца Игнотаса» Александраса Гудайтиса-Гузявичюса в 1950—1963 на русском языке вышел в семи изданиях, роман «Братья» в 1953—1968 — в четырёх. Роман А. Венуолиса «Усадьба Пуоджюнасов» (другое название «Пуоджюнкемис») в 1952—1954 вышел тремя изданиями на русском языке. Роман Йонаса Довидайтиса «Большие события в Науяместисе» усиленно пропагандировался как первое крупное произведение в литовской литературе о рабочем классе и в 1951—1952 вышел на русском языке в трёх изданиях. Советской литературной политике отвечало изображение тяжелой жизни трудового народа в буржуазной Литве и социальных противоречий в творчестве Юозаса Балтушиса и Йонаса Авижюса. Пропагандировалась реалистическая проза Евы Симонайтите. В русских переводах выходили романы Путинаса, Т. Тильвитиса, А. Венцловы, Йонаса Марцинкявичюса, пьесы и рассказы заслуженного деятеля искусств Литовской ССР А. Грицюса, автобиографическая повесть Йонас Рагаускас «Ступайте, месса окончена» (1961) о переходе профессора духовной семинарии к атеизму.
На русском языке издавались книги литовских критиков и историков литературы о литовской литературе и отдельных писателях: очерк «Саломея Нерис — поэтесса литовского народа» (Москва, 1956) поэтессы, критика, переводчицы Татьяны Ростовайте, «Теофилис Тильвитис» (Москва, 1958) и «Современная литовская поэзия» (Москва, 1969) Витаутаса Кубилюса, «“Человек” Э. Межелайтиса» (Москва, 1965), «В. Миколайтис-Путинас» (Москва, 1967), «Панорама литовской советской литературы» (Вильнюс, 1975) Йонаса Ланкутиса, «Кристионас Донелайтис» (Вильнюс, 1963) Костаса Довейки, «Литовская литература» (Москва, 1975; Вильнюс, 1977) Л. Липскиса, «Начало всех начал. Статьи. Литературные портреты» (Москва, 1975) Миколаса Слуцкиса, монография «Роман и современность. «Развитие литовского советского романа до 1970 г.» (1977) поэта, критика, литературоведа Альгимантаса Бучиса и другие.
Издания литовской литературы на русском языке многократно увеличивали аудиторию литовских писателей. Язык-посредник делал их творчество доступным многонациональной читательской массе в СССР и включал их в советский литературный процесс, в развитие советской многонациональной литературы.
Литовская советская литература теперь уже не сиротка, не золушка, а любимая сестра в великой семье братских литератур народов СССР. Её окружает забота и внимание всех советских народов. Кто из литовских писателей мог раньше мечтать о том, что его творения станут достоянием такого народа, как великий русский народ, что они будут переводиться на языки многих других народов и, как произведения советской литературы, станут известны во всем мире?

## Литературные премии
В межвоенной Литовской Республике присуждались Национальная премия, премия издательства «Сакалас» и др.
В Литовской ССР с 1956 ежегодно присуждалась Государственная премия. Кроме того, с 1965 за лучшие рассказы о сельских тружениках присуждалась премия колхоза им. Юлии Жемайте, а с 1966 — премия литературного конкурса ЦК ЛКСМ и Союза писателей Литвы за лучшие книги для детей и юношества.
В 1990 взамен Государственной премии была установлена Национальная премия за достижения в области культуры и искусства. Среди её лауреатов:
- 1990 Йонас Юшкайтис — за сборник стихотворений «Anapus gaiso» (1987)
- 1991 Витаутас П. Бложе — за сборник поэм «Noktiurnai» (1990); Бронюс Радзявичюс (посмертно) за роман «Большаки на рассвете» (1985)
- 1992 Казис Брадунас — за сборник избранных стихотворений «Prie vieno stalo» (1990) и сборник стихотворений «Duona ir druska» (1992); философ Арвидас Шлёгерис — за книги «Daiktas ir menas» (1988) и «Būtis ir pasaulis» (1990)
- 1993 литературовед Виктория Дауётите
- 1994 поэт Сигитас Гяда
- 1995 переводчик Антанас Рубшис
- 1996 Йонас Стрелкунас — за сборник стихотворений «Trečias brolis» (1993) и «Žirgo maudymas» (1995)
- 1997 Юозас Эрлицкас — за сборник прозы, поэзии и драматургии «Knyga»; Альфонсас Ника-Нилюнас — за сборник статей и рецензий «Temos ir variacijos: Literatūra. Kritika. Polemika» (1996)
- 1998 Марцелиюс Мартинайтис — за сборник стихотворений «Atrakinta» (1996) и сборник избранных стихотворений «Sugrįžimas» (1998); Донатас Саука — за монографию «Fausto amžiaus epilogas» (1998)
- 1999 Дональдас Кайокас — за сборник избранных стихотворений «Meditacijos» (1997) и книгу эссе «Dykinėjimai» (1999); Альбертас Залаторюс — за книгу критики, эссе и интервью «Literatūra ir laisvė» (1998)
- 2000 Ромуальдас Гранаускас — за сборник новелл «Raudoni miškai» (1997, сост. Альбертас Залаторюс), сборник «Gyvulėlių dainavimas» (1998) и книгу очерков «Raudonas ant balto» (2000); Томас Венцлова — за сборники стихотворений «Reginys iš alėjos» (1998), «Rinktinę» (1999), книгу интервью «Manau, kad…» (2000), выпущенные на других языках (английский, шведский, немецкий) книги стихов, а также вышедшие на английском, польском и русском языках сборники статей и монографии; Нийоле Миляускайте — за сборник избранных стихотворений «Sielos labirintas» (1999)
- 2001 Юстинас Марцинкявичюс — за сборник стихотворений «Žingsnis» (1998), поэму «Carmina minora» (2000) и сборник избранных стихотворений «Poezija» (2000); Леонардас Гутаускас — за романы «Vilko dantų karoliai» (т. 1—3, 1990, 1994, 1997), «Laiškai iš Viešvilės» (2001), «Šešėliai» (2001) и сборник стихотворений «Popierinė dėžutė» (1998)
- 2002 Йонас Микелинскас — за книги «Ave, libertas!» (2001), «Žmogaus esmė» (2001), «Žmogus ir jo legenda» (2002); Корнелиюс Платялис — за сборники стихотворений «Atoslūgio juosta» (2000), «Snare for the Wind» (1999) и переводы поэзии (Эзра Паунд, Шеймас Хини, 2002)
- 2003 Антанас А. Йонинас — за сборник стихотворений «Lapkričio atkrytis» (2003), сборники избранного на двух языках «Aguonų pelenai = Mohnasche» (2002), «Laiko inkliuzai = Inclusions in Time» (2003) и перевод «Фауста» Иоганна Вольфганга Гёте (1999, 2003); Пятрас Диргела — за цикл романов «Karalystė» («Benamių knygos», 1997; «Ceremonijų knygos», 2002; «Vilties pilnųjų knygos», 2003); Бите Вилимайте — за своеобразную модель короткой новеллы в сборнике избранного «Papartynų saulė» (2002)
- 2004 поэтесса Оне Балюконе (Балюконите) — за поэтический идеализм и последовательность творческой программы; Сигитас Парульскис — за новаторское литературное творчество.
- 2005 писатель Юозас Апутис за своеобразное соединение прошлого и настоящего, гуманистическую позицию в книге „Vieškelyje džipai“ (2005), писательница Юрга Иванаускайте за открытость миру и его культурному разнообразию (книга „Tibeto mandala“, 2004) и ощущение меняющихся ценностей в романах, поэт Айдас Марченас за соединение классических ценностей и современности в поэтических книгах „Dėvėti“ (2001), „Žmogaus žvaigždė“ (2004), „Pasauliai“ (2005)[2]
- 2006 писатель Кястутис Навакас за элегантную выразительность современных состояний в лирике и эссеистике (сборники стихотворений „Žaidimas gražiais paviršiais“, 2003; „Atspėtos fleitos“, 2006; книга эссе „Gero gyvenimo kronikos“, 2005)[3]
- 2007 поэтесса Зинаида Нагите-Катилишкене (Люне Сутяма) за духовность поэзии (сборник „Tebūnie“, 2006)[4]
- 2008 поэт и переводчик Антанас Гайлюс за переводы литературной классики, профессионализм литовского языка; писательница Ванда Юкнайте за сдержанный гуманизм и расширение литературного поля.[5]
- 2009 поэтесса Рамуте Скучайте — за единство мира маленьких и взрослых людей, за прозрачность слова.[6]
- 2010 писатель Ицхокас Мерас — за раскрытие трагических опытов человека XX века в современной литовской прозе, писатель Роландас Растаускас — за игривую и ироничную эссеистику и элегантность предложения[7][8]